# Robert Renner
Robert Renner, född 8 mars 1994, är en slovensk stavhoppare.
Renner tävlade för Slovenien vid olympiska sommarspelen 2016 i Rio de Janeiro. Han hoppade 5,45 meter i kvalet i stavhoppstävlingen, vilket inte räckte till en finalplats.

## Personliga rekord
Utomhus
- Stavhopp – 5,70 (Peking, 22 augusti 2015)[4] 0NR0[5]

Inomhus
- Stavhopp – 5,62 (Villeurbanne, 10 februari 2013)[4] 0NR0[6]